# Waitakere United
A Waitakere United egy 2004-ben alapított új-zélandi labdarúgócsapat, melynek székhelye Henderson városában található és Új-Zéland legmagasabb osztályában, a Stirling Sports Premiershipben szerepel. Hazai mérkőzéseit a The Trusts Arena és Fred Taylor Park stadionokban játssza, melyek 4900, illetve 2500 fő befogadására képesek.

## Sikerlista
Kontinentális
- OFC-bajnokok ligája:

Bajnok (2): 2007, 2008
Nemzeti
- Első osztály

Alapszakasz győztese (5): 2006–07, 2007–08, 2008–09, 2010–11, 2012–13
Rájátszás győztese (5): 2007–08, 2009–10, 2010–11, 2011–12, 2011–12
- ASB Charity Cup

Bajnok (1): 2012

## Jelenlegi keret
A 2016–2017-es szezon kerete
| #  |     | Poszt | Név              |
| -- | --- | ----- | ---------------- |
| 1  | AUT | K     | Pirmin Strasser  |
| 2  | NZL | V     | Scott Hilliar    |
| 3  | NZL | V     | Stewart Mackay   |
| 5  | NZL | V     | Julyan Collett   |
| 6  | NZL | V     | Harrison Nash    |
| 7  | GER | V     | Stefan Thelen    |
| 8  | NZL | KP    | Ryan Tinsley     |
| 9  | NZL | CS    | Dylan Stansfield |
| 10 | CHI | KP    | Eder Franchini   |
| 11 | NZL | V     | Ian Hogg         |
| 12 | NZL | V     | Dan Morgan       |

| #  |     | Poszt | Név                |
| -- | --- | ----- | ------------------ |
| 13 | NZL | CS    | Ryan Cain          |
| 14 | NZL | V     | David Parksinson   |
| 15 | ESP | CS    | David Icardo       |
| 16 | NZL | CS    | Dylan Manickum     |
| 17 | NZL | KP    | Jake Butler        |
| 19 | SCO | KP    | Tom Shaw           |
| 20 | RSA | KP    | Keegan Linderboom  |
| 21 | NZL | KP    | Abdulla Al-Khalisy |
| 22 | ENG | K     | Louis Caunter      |
| 23 | NZL | CS    | Jake Porter        |
| 28 | NZL | K     | Liam Anderson      |

## Menedzserek
| Évek      | Név                          |
| --------- | ---------------------------- |
| 2004–2005 | Chris Milicich               |
| 2006–2007 | Steve Cain                   |
| 2007–2009 | Chris Milicich               |
| 2009–2012 | Neil Emblen                  |
| 2012–2013 | Paul Marshall                |
| 2013–2015 | Paul Temple és Brian Shelley |
| 2015–     | Chris Milicich               |